# Smenovekhovtsy

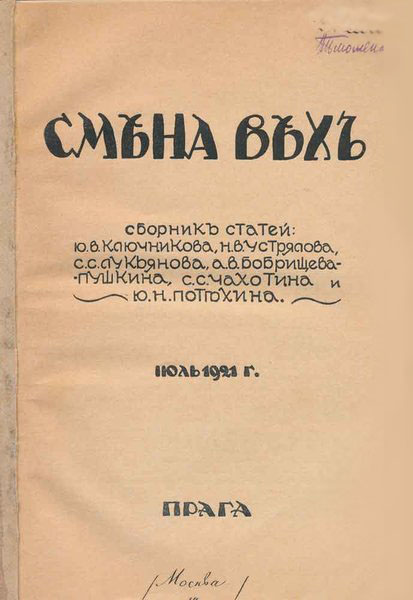
Portada de la revista Smena Vekh. Julio de 1921

El Smenovekhovtsy (en ruso: Сменовеховцы, IPA: [smʲɪnəˈvʲexəftsɨ]), un movimiento político de la comunidad rusa emigrada, se formó poco después de la publicación de la revista Smena Vekh («Cambio de señales») en Praga en 1921. Esta publicación había tomado su nombre de la publicación filosófica rusa Vekhi («Postes de señales») publicada en 1909. La revista Smena Vekh informaba a sus lectores blancos emigrados:
 

«La Guerra Civil está definitivamente perdida. Rusia lleva mucho tiempo recorriendo su propio camino, no el nuestro ... O reconocemos a esta Rusia, odiada por todos vosotros, o nos quedamos sin Rusia, porque una 'tercera Rusia' según vuestras recetas no existe ni existirá ... El régimen soviético salvó a Rusia: el régimen soviético está justificado, por mucho que pesen los argumentos en su contra ... El mero hecho de su perdurable existencia prueba su carácter popular, y la pertenencia histórica de su dictadura y dureza.»

## Ideología
Las ideas de la publicación pronto evolucionaron hasta convertirse en el movimiento Smenovekhovstvo, que promovía el concepto de aceptar el régimen soviético y la Revolución de Octubre de 1917 como una progresión natural y popular del destino de Rusia, algo a lo que no había que resistirse a pesar de las incompatibilidades ideológicas percibidas en el pueblo ruso con el leninismo. Smenovekhovstvo animaba a sus miembros a regresar a la Rusia soviética, prediciendo que la Unión Soviética no duraría y daría paso a un renacimiento del nacionalismo ruso.
El smenovekhovtsy apoyaba la cooperación con el gobierno soviético con la esperanza de que el Estado soviético volviera a convertirse en un «Estado burgués». Dicha cooperación era importante para los soviéticos, ya que toda la «diáspora blanca» rusa incluía a 3 millones de personas. Los líderes del smenovekhovstvo eran en su mayoría antiguos mencheviques, kadetes y algunos octubristas. Nikolái Ustríalov (1890-1937) lideraba el grupo. El 26 de marzo de 1922 se publicó el primer número de Nakanune (en ruso: Накануне, lit. 'En la víspera', el periódico Smenovekhovtsy); se elogiaron los primeros éxitos de la Rusia soviética en política exterior. A lo largo de su carrera, Nakanune fue subvencionado por el gobierno soviético. Alexéi Tolstói conoció el movimiento en el verano de 1921. En abril de 1922, publicó una carta abierta dirigida al líder emigrado Nikolai Chaikovski, y defendió al gobierno soviético por garantizar la unidad de Rusia y prevenir los ataques de los países vecinos, especialmente durante la guerra polaco-soviética de 1919-1921.

## Oposición
Los emigrados conservadores, como los de la Unión Militar Rusa (fundada en 1924), se opusieron al movimiento Smenoveknovstvo, considerándolo una promoción del derrotismo y el relativismo moral, una capitulación ante los bolcheviques y un deseo de llegar a un compromiso con el nuevo régimen soviético. En repetidas ocasiones, el Smenoveknovtsi se enfrentó a acusaciones de vínculos con la organización de policía secreta soviética OGPU, que de hecho había promovido activamente esas ideas en la comunidad de emigrados. En octubre de 1921, el líder soviético Vladimir Lenin comentó el movimiento Smenovekhovstvo: «Los Smenovekhovtsy expresan el estado de ánimo de miles de burgueses diversos o colaboradores soviéticos, que son los participantes de nuestra Nueva Política Económica».

## Historia
Los representantes del Smenovekhovtsy que se establecieron en la Unión Soviética no sobrevivieron al final de la década de 1930; casi todos los antiguos líderes del movimiento fueron detenidos por el NKVD y ejecutados posteriormente.
Había otras organizaciones de emigrados que, al igual que la Smenoveknovtsy, defendían que los emigrados rusos debían aceptar el hecho de la revolución rusa. Entre ellas estaban los Jóvenes Rusos (Mladorossi) y los Eurasiáticos (Evraziitsi). Al igual que el Smenovekhovtsy, estos movimientos no sobrevivieron después de la Segunda Guerra Mundial. Los emigrados ucranianos también fomentaron un movimiento a favor de la reconciliación con el régimen soviético y del regreso a la patria. Entre ellos se encontraban algunos de los intelectuales prerrevolucionarios más destacados, como Mykhailo Hrushevskyi (1866-1934) y Volodymyr Vynnychenko (1880-1951). El gobierno soviético ucraniano financió una revista de emigrantes ucranianos llamada Nova Hromada (publicada por primera vez en julio de 1923) para fomentar esta tendencia. Los soviéticos se referían a este movimiento como un Smena Vekh ucraniano, al igual que sus oponentes entre los emigrantes ucranianos, que lo veían como una expresión derrotista de la rusofilia de la Rusia Menor. Por esta razón, los verdaderos impulsores de la tendencia rechazaron la etiqueta de Smenovekhovtsy.

## Para saber más
- Hardeman, Hilde (1994). Coming to Terms with the Soviet Regime: The "Changing Signposts" Movement Among Russian Emigrés in the Early 1920s. NIU Series in Slavic, East European, and Eurasian Studies. Northern Illinois University Press. ISBN 9780875801872.

- Datos: Q4424311